# PNC Park
Il PNC Park è uno stadio di baseball situato a Pittsburgh in Pennsylvania. Ospita le partite casalinghe dei Pittsburgh Pirates di Major League Baseball.

## Storia
Lo stadio fu aperto nel 2001 per sostituire il vecchio Three Rivers Stadium, fino ad allora casa dei Pirates e degli Steelers, che si spostarono nel nuovo Heinz Field. La prima partita si tenne il 31 marzo 2001, quando i Pirates affrontarono i New York Mets in un match di preseason.
Il PNC Park ha ospitato l'MLB All-Star Game del 2006 e i concerti di Rolling Stones, Pearl Jam, Jimmy Buffet e Dave Matthews Band. Inoltre sono state girate qui alcune scene dei film Chasing 3000, Lei è troppo per me, Abduction - Riprenditi la tua vita e della serie TV Smith.
I diritti di denominazione sono stati acquisiti nel 1998 dalla società PNC Financial Services per circa 2 milioni di dollari ogni anno fino al 2020.